# Schronisko w Cysternie
Schronisko w Cysternie – jaskinia typu schronisko w Zegarowych Skałach na Wyżynie Częstochowskiej będącej częścią Wyżyny Krakowsko-Częstochowskiej, we wsi Strzegowa, w powiecie olkuskim, w gminie Wolbrom.

## Opis obiektu
Znajduje się pod wierzchołkiem Zegarowych Skał, w dużej szczelinie między dwoma ich największymi skałami: Zegarową i Małą Zegarową. Dolna część tej szczeliny została prawdopodobnie z nieznanych powodów rozkuta i ma postać czworoboku. Badający ją archeologowie przypuszczają, że utworzona w ten sposób cysterna służyła do łapania wody deszczowej. Badania archeologiczne Zegarowych Skał wykazały bowiem, że były one wielokrotnie zasiedlane przez ludzi w okresie od późnego paleolitu do średniowiecza. W 1998 r. ktoś odsłonił znajdujący się w zachodniej ścianie cysterny otwór, który wcześniej zamknięty był półmetrowej grubości warstwą osadów. Za ciasnym otworem znajduje się równoległy do ściany cysterny korytarzyk, a za nim odgrodzona skalnym progiem niska salka o pochyłym dnie.
Schronisko powstało w późnojurajskich wapieniach skalistych. Nieco polew naciekowych i nacieków grzybkowych znajduje się na ścianach korytarzyka. Namulisko jaskiniowew cysternie jest dość obfite, w korytarzyku składa się z iłu, w salce spąg jest skalisty. Brak przewiewu. Cysterna jest widna, ale korytarzyk i salka są ciemne. Całe schronisko jest bardzo wilgotne. Brak roślin, nie obserwowano również zwierząt.
Po raz pierwszy schronisko opisał A. Polonius w 2000 r. w dokumentacji dla zarządu Jurajskich Parków Krajobrazowych woj. katowickiego.

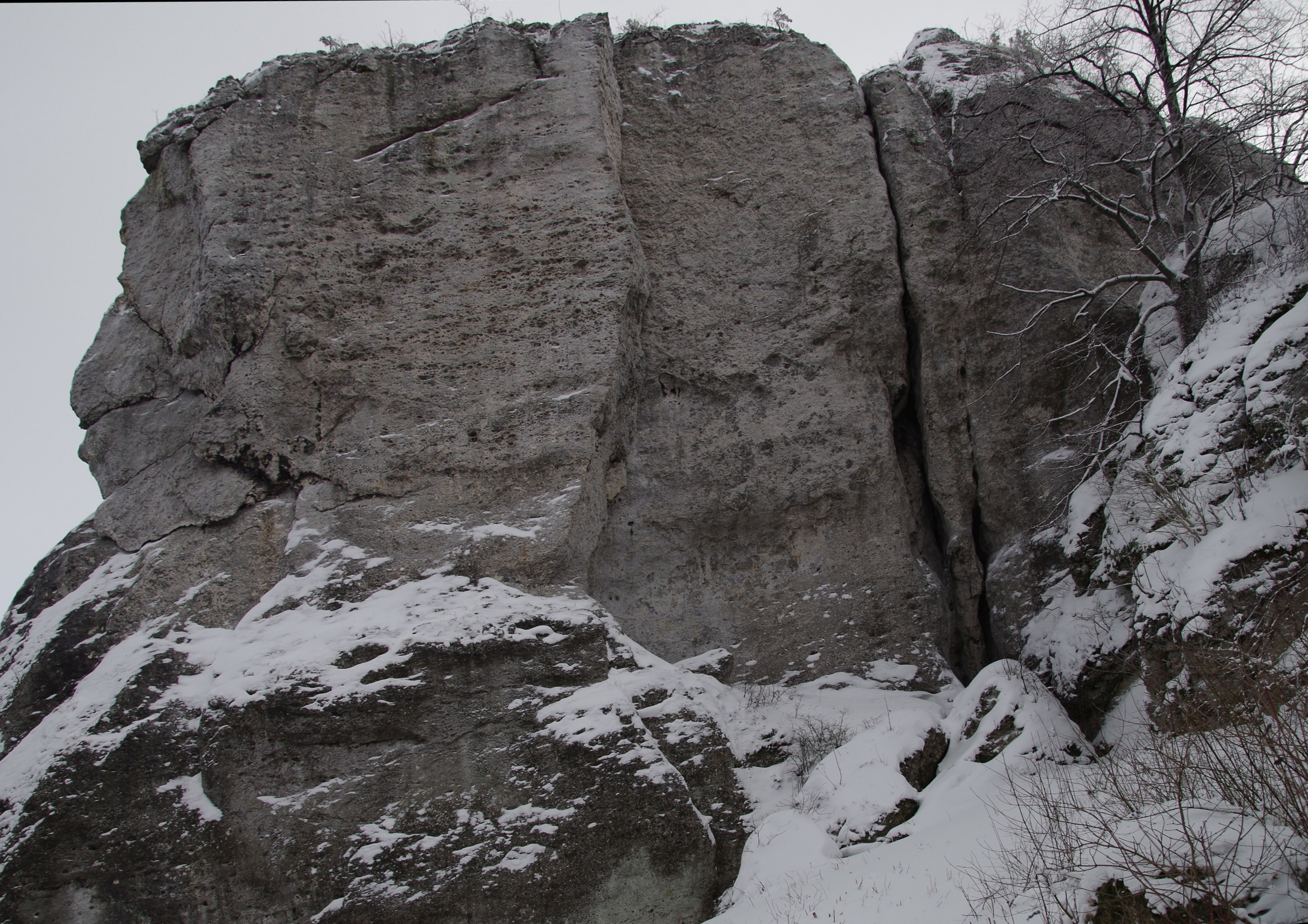
Zegarowa i szczelina po jej prawej stronie
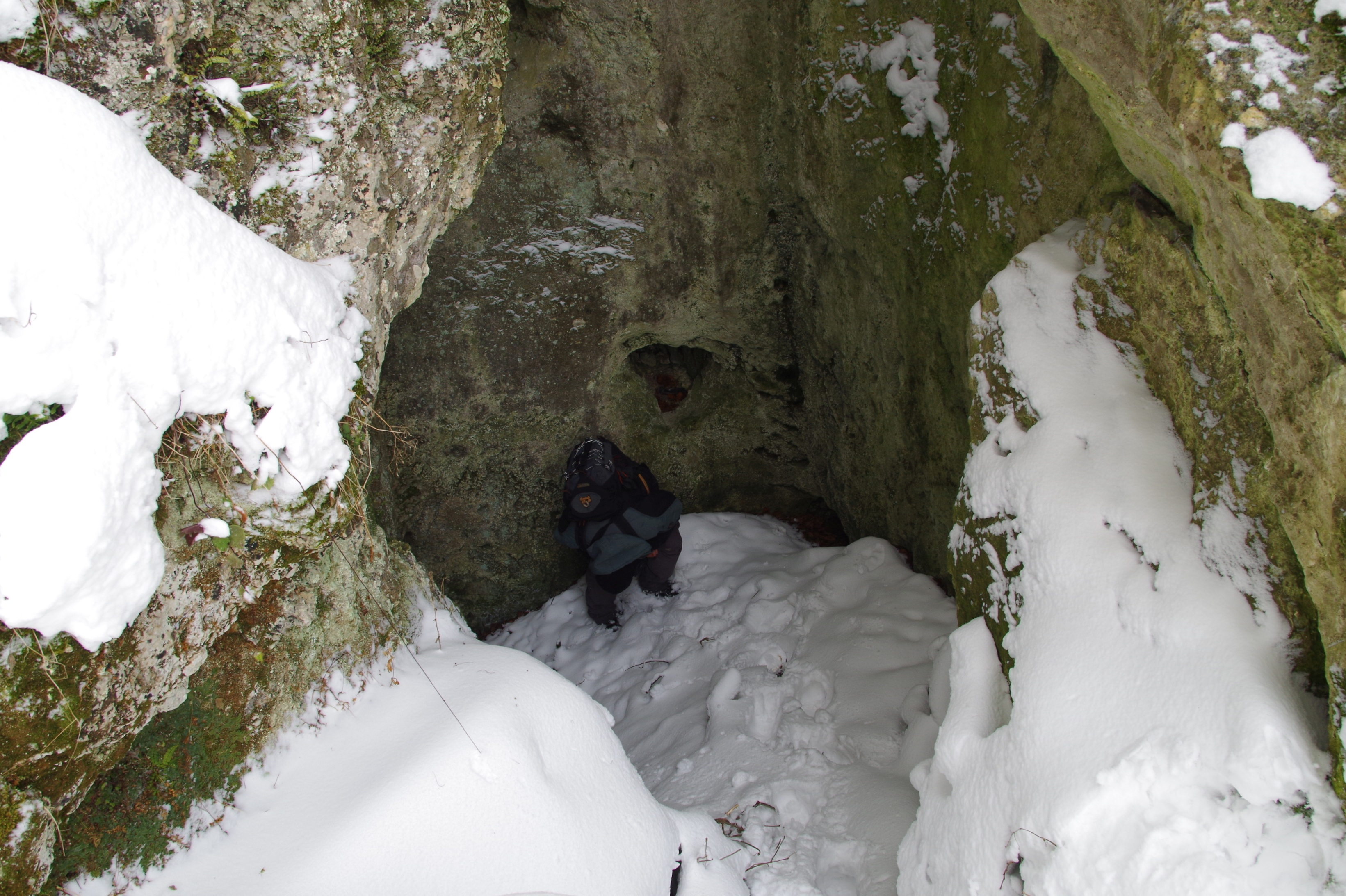
Cysterna wykuta na dnie szczeliny
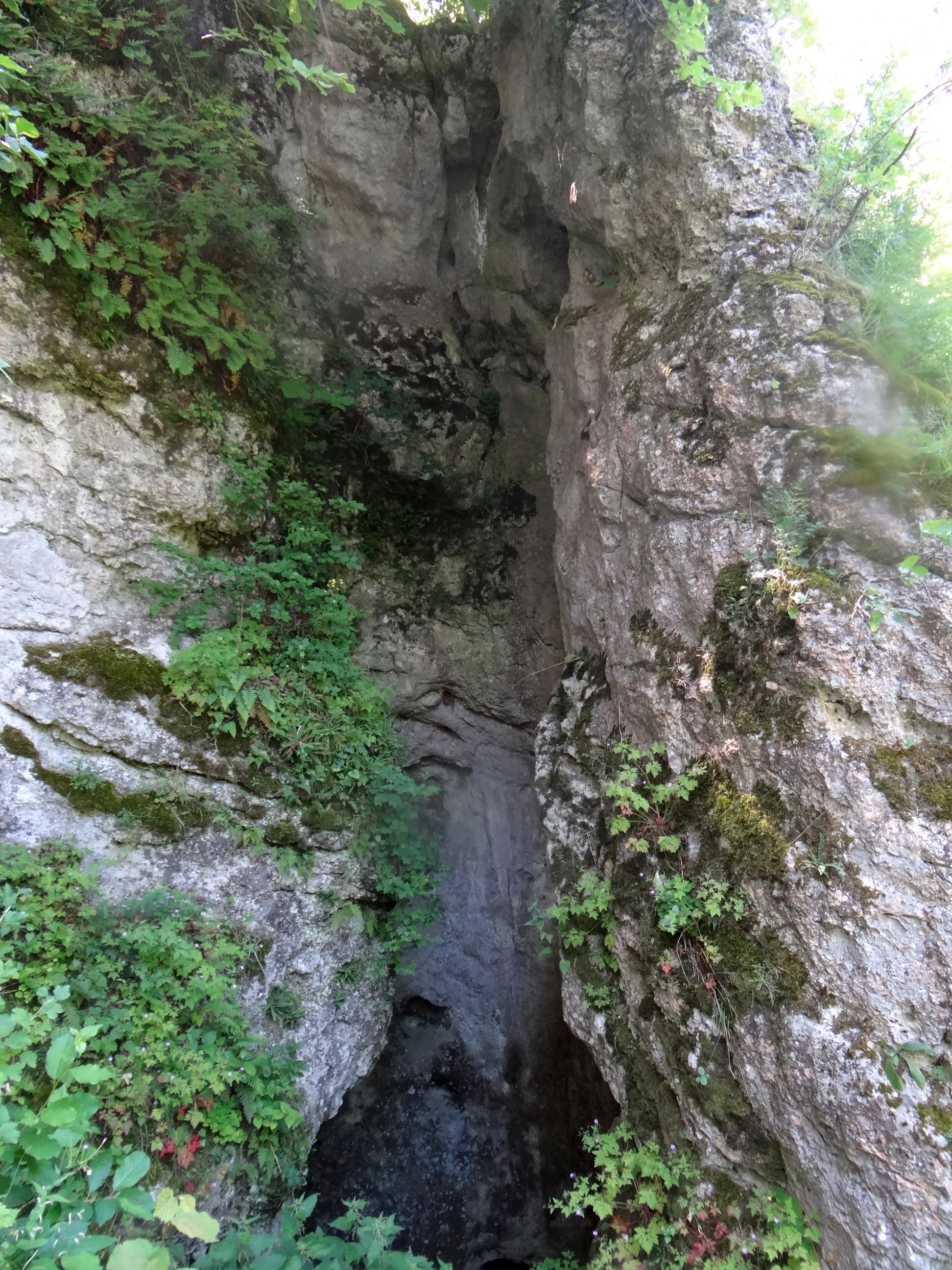
Szczelina

W Zegarowych Skałach znajdują się jeszcze inne jaskinie: Zegar, Jaskinia Jasna koło Smolenia, Schronisko Południowe, Schronisko za Majdanem, Schronisko w Zegarowych Skałach Pierwsze, Schronisko w Zegarowych Skałach Drugie, Dziura w Ścianie.